# Weißenstadt
Weißenstadt är en stad i Landkreis Wunsiedel im Fichtelgebirge i Regierungsbezirk Oberfranken i förbundslandet Bayern i Tyskland.